# 富士通ディフェンスシステムエンジニアリング
株式会社富士通ディフェンスシステムエンジニアリング（ふじつうディフェンスシステムエンジニアリング、英: Fujitsu Defense Systems Engineering Limited）は、かつて存在した東京都千代田区に本社を置く、富士通グループのシステムインテグレーター（メーカー系）。略称はDSE。富士通防衛グループ（富士通ディフェンスシステムエンジニアリング、富士通特機システム、富士通システム統合研究所）の１社であったが、富士通特機システム、富士通システム統合研究所と統合合併し富士通ディフェンス＆ナショナルセキュリティを設立した。

## 概要
主な業務として防衛関連の情報通信システムの開発・構築を行い、防衛情報通信基盤（DII：Defense Information Infrastructure）と、防衛省共通運用基盤（COE：Common Operating Environment）の開発や運用サポートも手がけている。一方で、防衛分野におけるシステム開発・構築で得たノウハウ・技術力をスピンアウトして社会システムの分野のシステム開発・構築に活かし、また、逆に社会システムの分野で得たノウハウ・技術力をスピンインして防衛分野のシステム開発・構築に活かすなどの試みも行っている。

## 事業・製品
- 情報通信基盤・セキュリティ基盤
- 指揮統制システム
- 教育訓練システム
- 後方業務システム
- 装備品搭載システム

## 沿革
- 1988年 - 富士通株式会社川崎工場内に、富士通株式会社、及び他２社の合同出資により株式会社富士通ディフェンスシステムエンジニアリングを設立。本社事務所を「富士通小杉ビル」に移転。
- 1992年 - 富士通防衛グループの他社SE部門を自社SE部門に統合。
- 1996年 - 社会システムの分野のシステム開発に参入。
- 2005年 - ISMS認証取得。ISO14001認証取得。
- 2006年 - 本社事務所を現在地 「麹町オフィス」 に移転。富士通株式会社の100％出資会社となる。
- 2023年 - 富士通特機システム、富士通システム統合研究所と統合合併し富士通ディフェンス&ナショナルセキュリティを設立。